# Madhukar

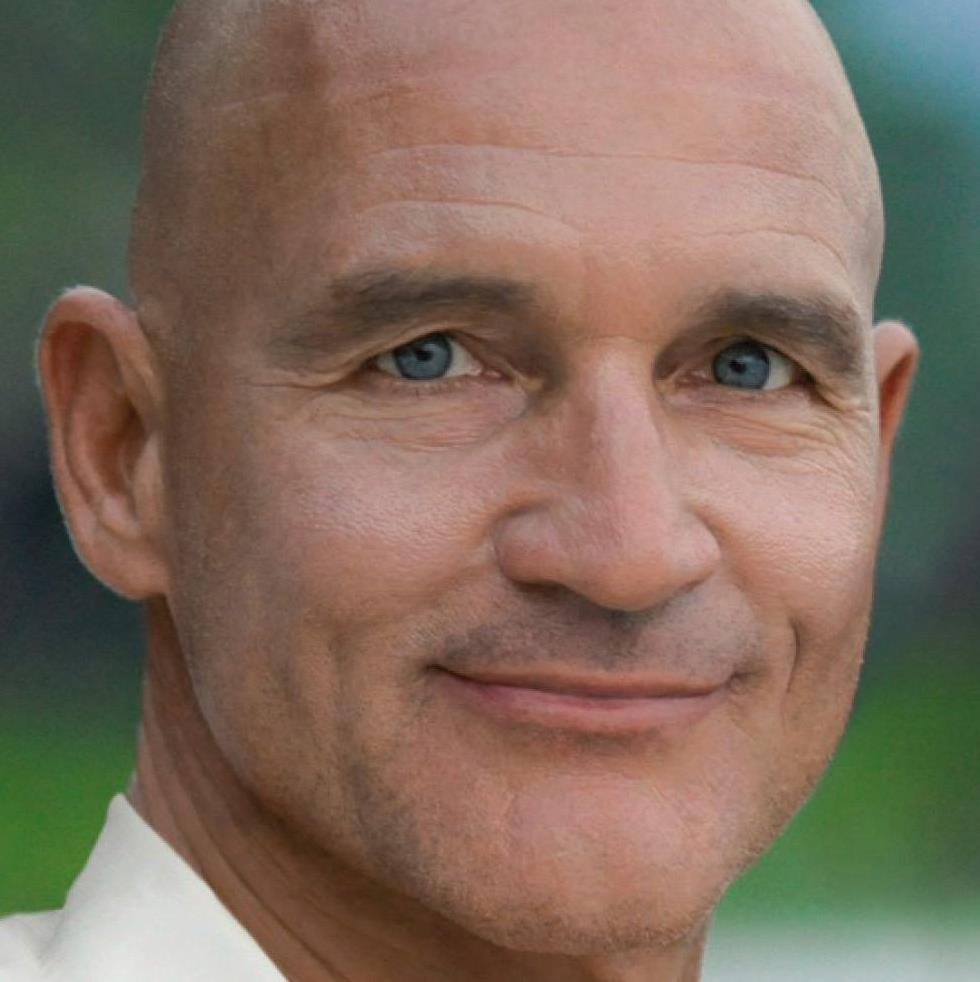
Madhukar
advaitamästare och författare

Madhukar (sanskrit, bokstavligen "älskade, söt som honung"), ursprungligen Bernd Merkle, född 1957 i Stuttgart i Tyskland, är en Advaita-mästare, Jnana-yogi och författare.
Madhukar föddes och växte upp i Stuttgart. Hans barn- och ungdom var starkt påverkade av inre samtal med Jesus Kristus. Efter universitetsstudier i ekonomi och filosofi arbetade han som TV-journalist i Tyskland. Efter en nära-döden-upplevelse på 1980-talet, då han sökte efter svar på livets filosofiska och andliga frågor, hade han en kraftfull upplevelse av upplysning. Efter att ha slutfört sin utbildning till yoga- och meditationslärare, insåg han att hans sökande var långt ifrån över. Han blev lärjunge till den tantrisk-buddhistiska Dzogchen-mästaren Namkhai Norbu. I sitt andliga sökande reste han vidare till shamaner i Sibirien, Afrika och Söderhavet, men han fann ingen kunskap om absolut verklighet som tillfredsställde honom.
År 1992, under en vistelse i Indien, hörde han talas om "Lejonet från Lucknow", en guru inom Advaita-traditionen. Han begav sig genast av på en 42 timmars resa för att träffa H.W.L. Poonja, en hängiven anhängare till det berömda indiska helgonet Sri Ramana Maharshi. Madhukar hade kommit till sin mästare, som förkroppsligade Advaitas budskap. Advaita-Vedanta (A-dvaita: inte två = "icke-dualitet") är den mystiska vägen i hinduismen, en monistisk filosofi (monism = allt är ett), som går tillbaks bland annat till Shankara (788–820 e.Kr.). Sri Poonja gav honom hans namn, och han vaknade upp till förståelsen “Vem han i sanning är”.
Sedan återvändandet till Europa 1997 har han spridit kunskapen av Advaita genom offentliga möten som kallas för Satsang (Sat = sanning, Sangha = samfund). Madhukar för mästar-linjen Sri Ramana Maharshi/ Sri H.W.L. Poonja vidare genom att uppmuntra människorna i Satsang att konsekvent fokusera på frågan "Vem är jag?". Hans kärleksfulla och rättframma klarhet har gjort Madhukar – med sin framtoning och sin kärlek till populär musik och fotboll – till en modern guru och representant för Advaita. I mötena, som utöver specifika livsfrågor består av samtal och tystnad, är det huvudsakligen filosofiska-psykologiska teman som tas upp och behandlas. Huvudsakliga ämnen är frågor om uppfattningen av vårt "jag", existerandet av personlig frihet att agera och fri vilja, förhållandet mellan kropp och sinne samt förmåga att uppleva kosmiskt medvetande. Den upplevda verkligheten är "egologiskt" ifrågasatt och bedömd för sin sanningshalt. Mötena syftar till att tjäna självmedvetenhet och inre frid. Madhukar som är en pragmatisk filosof överbryggar andlighet med moderna vetenskaper som neuro- och kognitiva vetenskaper, kvantfysik, tillämpad filosofi och biologi. Madhukar bor i Amsterdam och tillbringar vintermånaderna i Indien och Nepal.

## Publikationer
- Yoga der Liebe, Ganapati Verlag, 1.Auflage, ISBN 978-3-9813398-0-2
- DIALOGER MED MADHUKAR, GML Print on Demand AB, 2009, ISBN 978-91-86215-28-6
- Es ist immer Jetzt, in: Vital 12/2009
- The Simplest Way - Direct Awareness Through Dialogues with Madhukar,  Editions India, USA & India 2006,  ISBN 81-89658-04-2
- Einssein, Lüchow Verlag, German, 1. Edition, Stuttgart 2007, ISBN 978-3-363-03120-1
- Erwachen in Freiheit, Lüchow Verlag, German, 2.Edition, Stuttgart 2004, ISBN 3-363-03054-1
- Самый простой способ, издательство Ганга, Москва 2008, 1-е издание, ISBN 978-5-98882-063-5.
- La via più semplice, Om Edizioni, Bologna, ISBN 978-88-95687-22-3
- Единство, Издательство: Ганга, 2009 г, ISBN 978-5-98882-098-7